# Trappklättrare

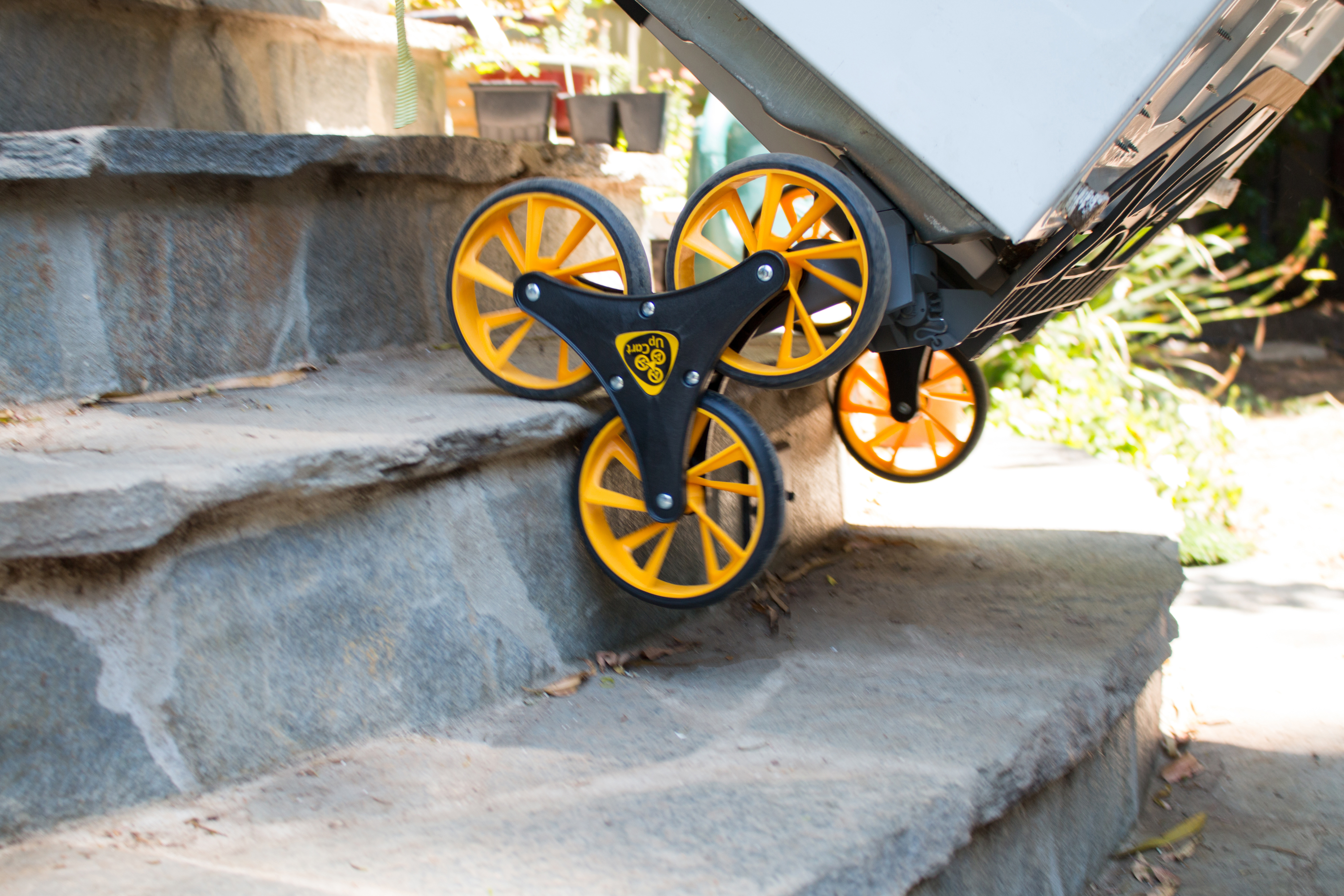
Säckkärra, utformad som trappklättrare.

Trappklättringsmaskiner är redskap som underlättar förflyttning av personer eller gods i trappor.

## Trappklättringsmaskiner för rullstolsburna

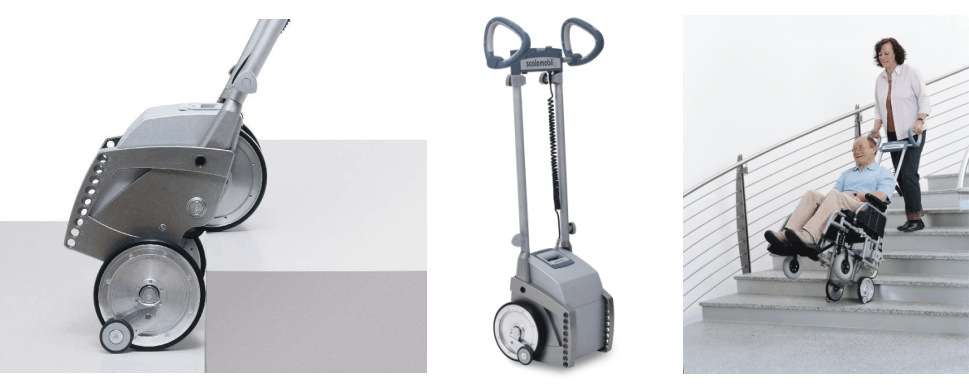
Exempel på Trappklättrare för persontransport.https://www.youtube.com/watch?v=Yt4QIIdcDys

Trappklättringsmaskiner för transport av rullstolsburna och andra rörelshindrade i trappor kan väsentligt underlätta arbetssituationen för personal som ansvarar för förflyttning av rullstolsburna personer i trappor. Säkerhetsfrågorna i samband med dessa transporter har under de senaste åren rönt mycket stort intresse. Inom Internationella Standardiseringsorganisationen (ISO) har ett standardiseringsarbete pågått sedan 1989 avseende krav och provmetoder för trappklättringsmaskiner.